# Mel Purcell

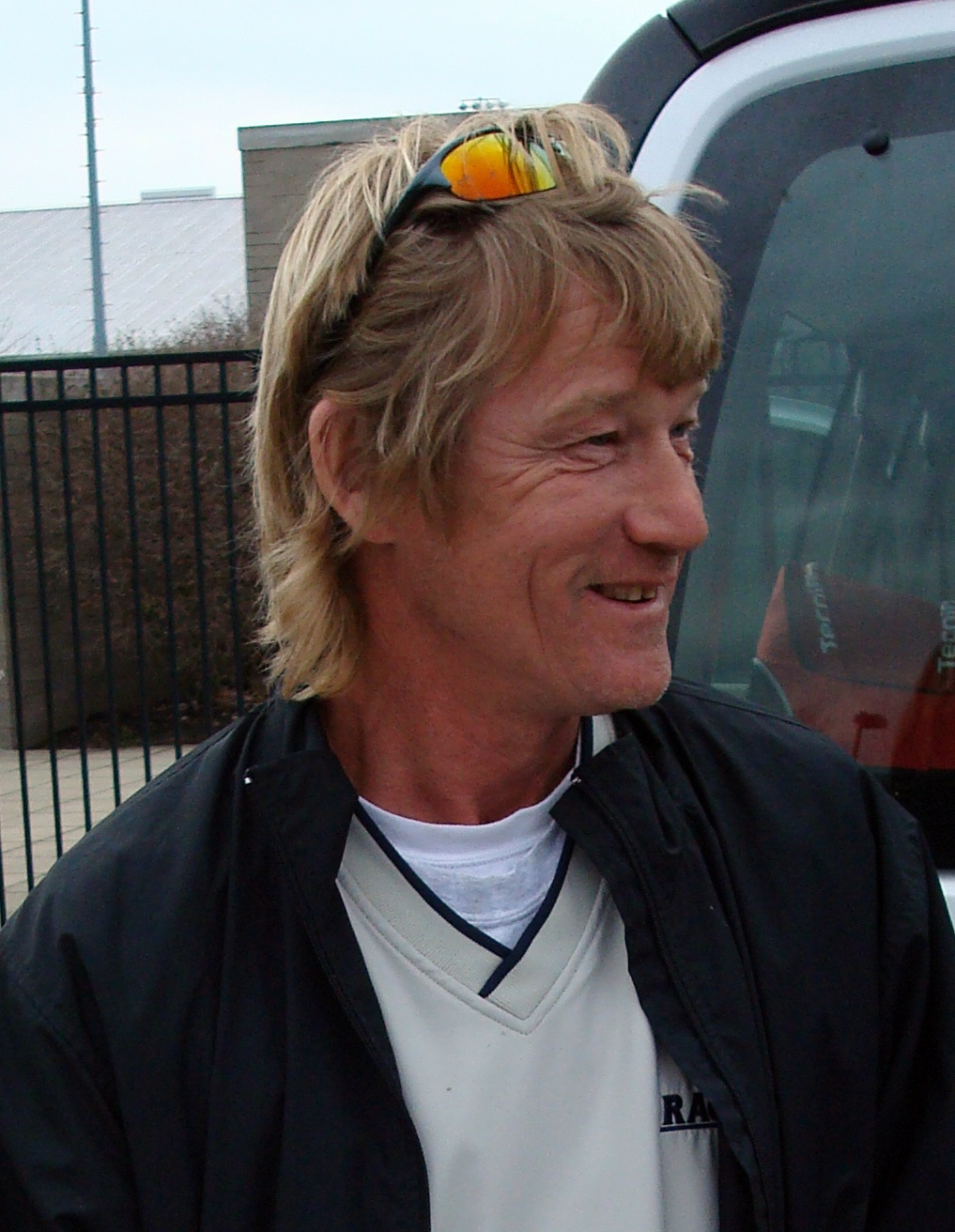

Mel Purcell (n, 18 de julio de 1959 en Joplin, Misuri, Estados Unidos) es un jugador de tenis estadounidense. En su carrera ha conquistado 7 torneos ATP y su mejor posición en el ranking de individuales fue N.º 21 en noviembre de 1980, en el de dobles fue Nº47 en agosto de 1984.